# Adelheid van Löwenstein-Wertheim-Rosenberg

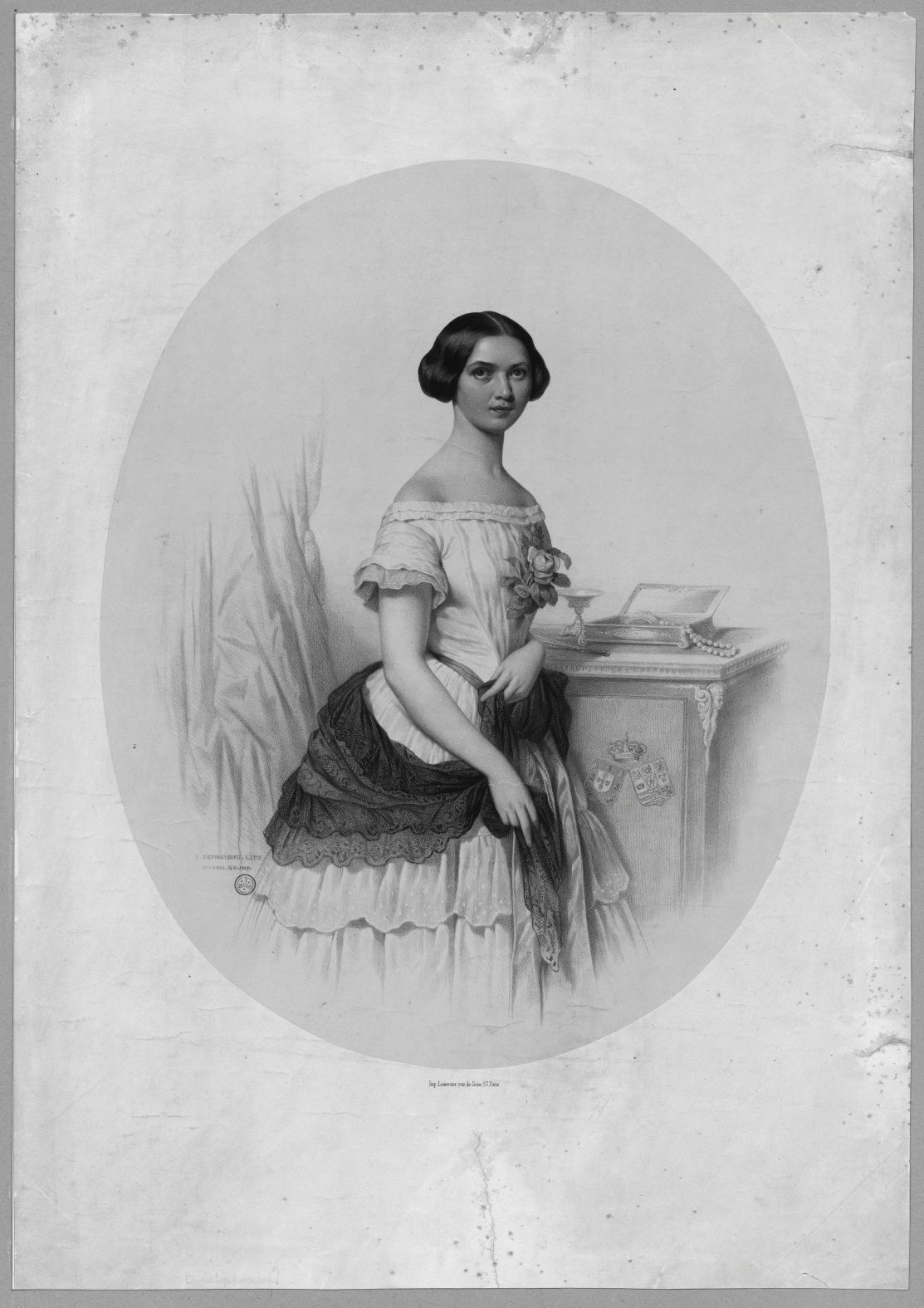
Adelheid van Löwenstein-Wertheim-Rosenberg
(ca.1850), J. J. Pereira, BNP

Adelheid van Löwenstein-Wertheim-Rosenberg (Kleinheubach, 3 april 1831 - Ryde, 16 december 1909) was een Duitse prinses. Zij was een dochter van Constantijn van Löwenstein-Wertheim-Rosenberg en Maria Agnes Henriette van Hohenlohe-Langenburg. Zij was getrouwd met voormalig koning Michaël I van Portugal. 

## Huwelijk en kinderen
Adelaide trouwde op 24 september 1851 met de veel oudere Michaël I van Portugal, die in 1834 was afgezet als koning. Het paar kreeg zeven kinderen:
- Maria das Neves (1852-1941), gehuwd met Alfonso Carlos de Borbón, carlistisch troonpretendent
- Michaël (1853-1927), hertog van Bragança
- Maria Theresia (1855-1944), gehuwd met Karel Lodewijk van Oostenrijk
- Maria José (1857-1943), gehuwd met Karel Theodoor in Beieren, de moeder van de Belgische koningin Elisabeth (1876-1965)
- Adelgunde (1858-1946), gehuwd met Hendrik van Bourbon-Parma, zoon van Karel III van Parma
- Maria Anna (1861-1942), gehuwd met Willem IV van Luxemburg
- Maria Antonia (1862-1959), gehuwd met Robert I van Parma, zoon van Karel III van Parma.

Haar man overleed in 1866. Adelheid slaagde erin om haar dochters goed uit te huwelijken. Zij werd zo de grootmoeder van de Belgische koningin Elisabeth (1876-1965), de Luxemburgse groothertoginnen Maria Adelheid van Luxemburg (1894-1924) en Charlotte van Luxemburg (1896-1985),  koningin Maria Louisa van Bulgarije (1870-1899) en keizerin Zita van Oostenrijk (1892-1989).

## Galerij

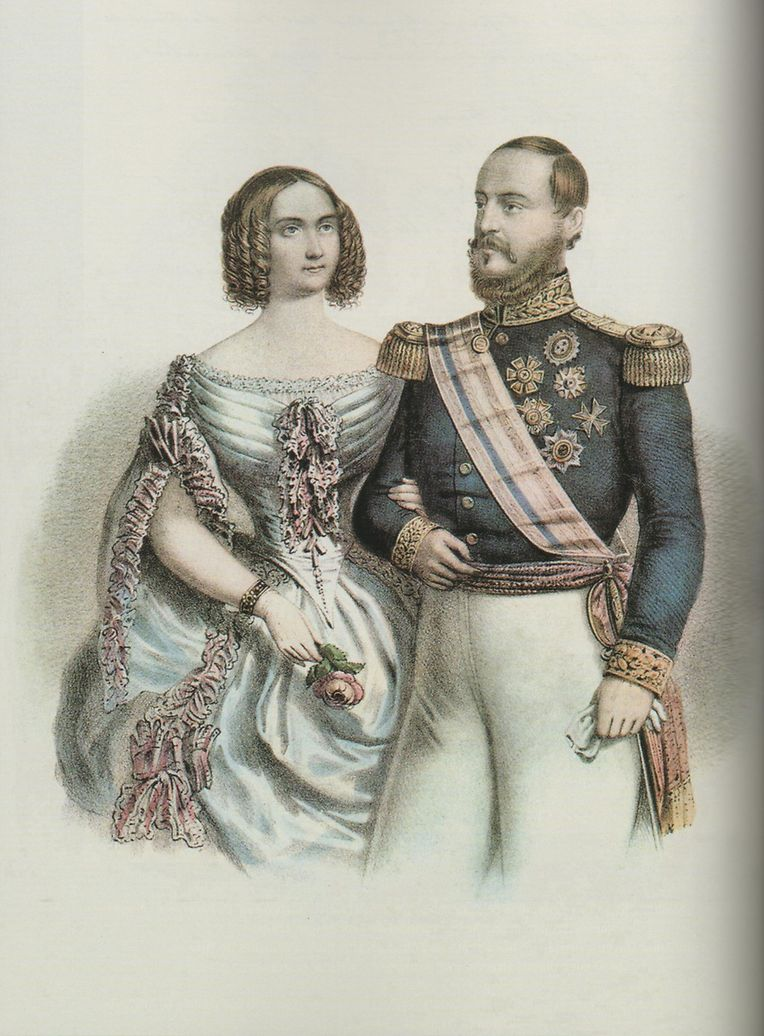
Adelheid met haar man Michaël I van Portugal (19e eeuw)
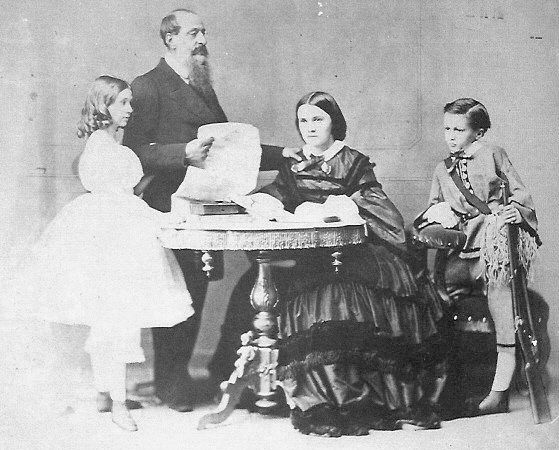
Adelheid met haar man Michaël en haar oudste twee kinderen (19e eeuw)
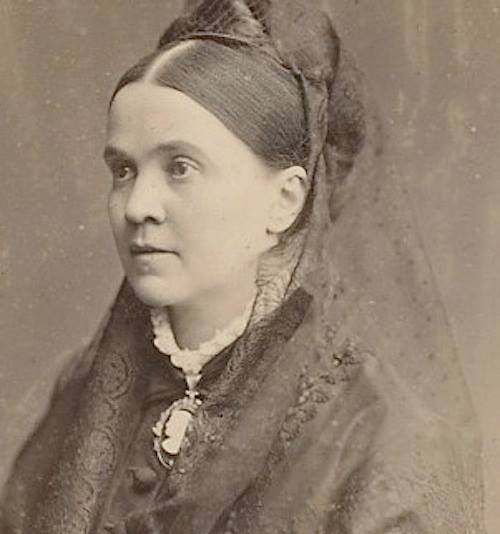
Portret van Adelheid (1860s)
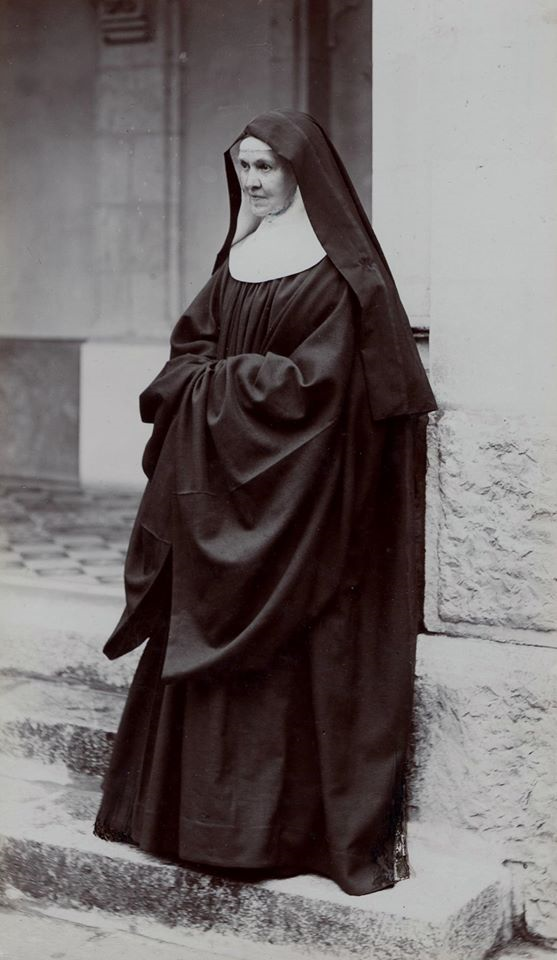
Adelheid na haar toetreding als non van de orde van benedictinessen (ca.1900)

- Gemeinsame Normdatei: 124735126
- International Standard Name Identifier: 0000 0000 1812 212X
- Virtual International Authority File: 15712562